# Võ Nguyên Giáp

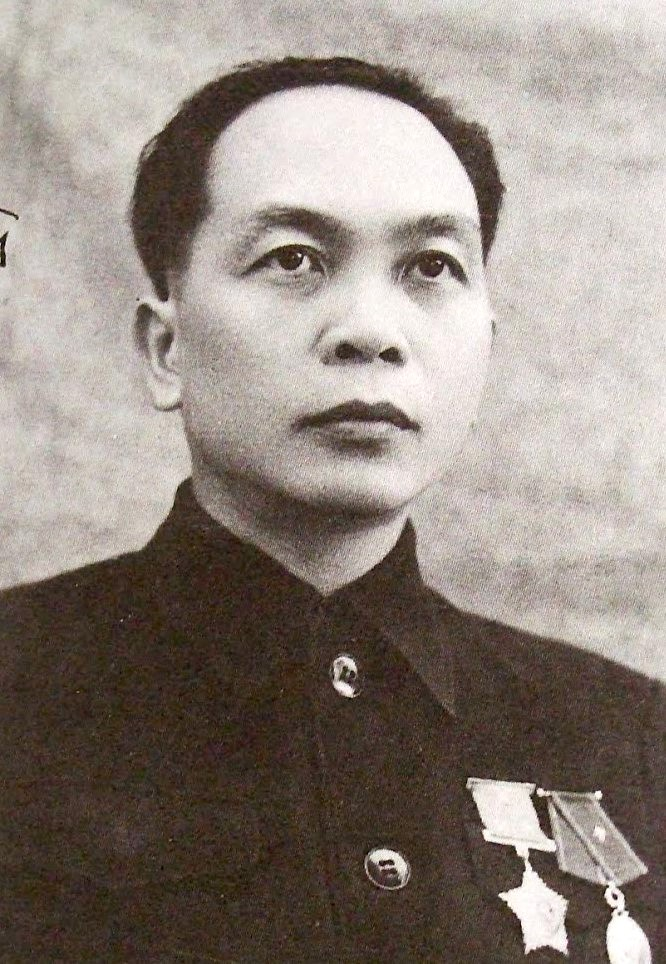
Võ Nguyên Giáp (1957)

Võ Nguyên Giáp (Aussprache [vɔ̌ˀ ŋʷīən zǎːp], * 25. August 1911 in Lệ Thủy, Quảng Bình; † 4. Oktober 2013 in Hanoi) war ein vietnamesischer General, Politiker und Guerillakämpfer. Er war militärischer Führer der Việt-Minh-Truppen im Unabhängigkeitskampf gegen die französische Kolonialherrschaft. Von 1946 bis 1977 war er Sekretär der Zentralen Militärkommission der Kommunistischen Partei Vietnams sowie von 1948 bis 1980 Verteidigungsminister der Demokratischen Republik Vietnam und damit Oberbefehlshaber der (Nord-)Vietnamesischen Volksarmee während des Vietnamkriegs.

## Leben
Võ Nguyên Giáp war Sohn eines vietnamesischen Dorflehrers, der über eigenes Land verfügte, und besuchte ab 1926 das trường Quốc học, das französische Lyceum in der vietnamesischen Kaiserstadt Huế. Sein Vater und eine seiner Schwestern starben in französischer Haft aufgrund nationalistischer Aktivitäten. Mit 15 Jahren wurde er Mitglied der revolutionären Partei von Annam (Tân Việt Cách mạng đảng), mit 18 Jahren wurde er wegen Teilnahme an Studentenprotesten verhaftet. Von 1933 bis 1938 studierte er Rechtswissenschaft und Volkswirtschaftslehre in Hanoi. Als Lehrer für Geschichte und Geographie war er in Hanoi tätig.

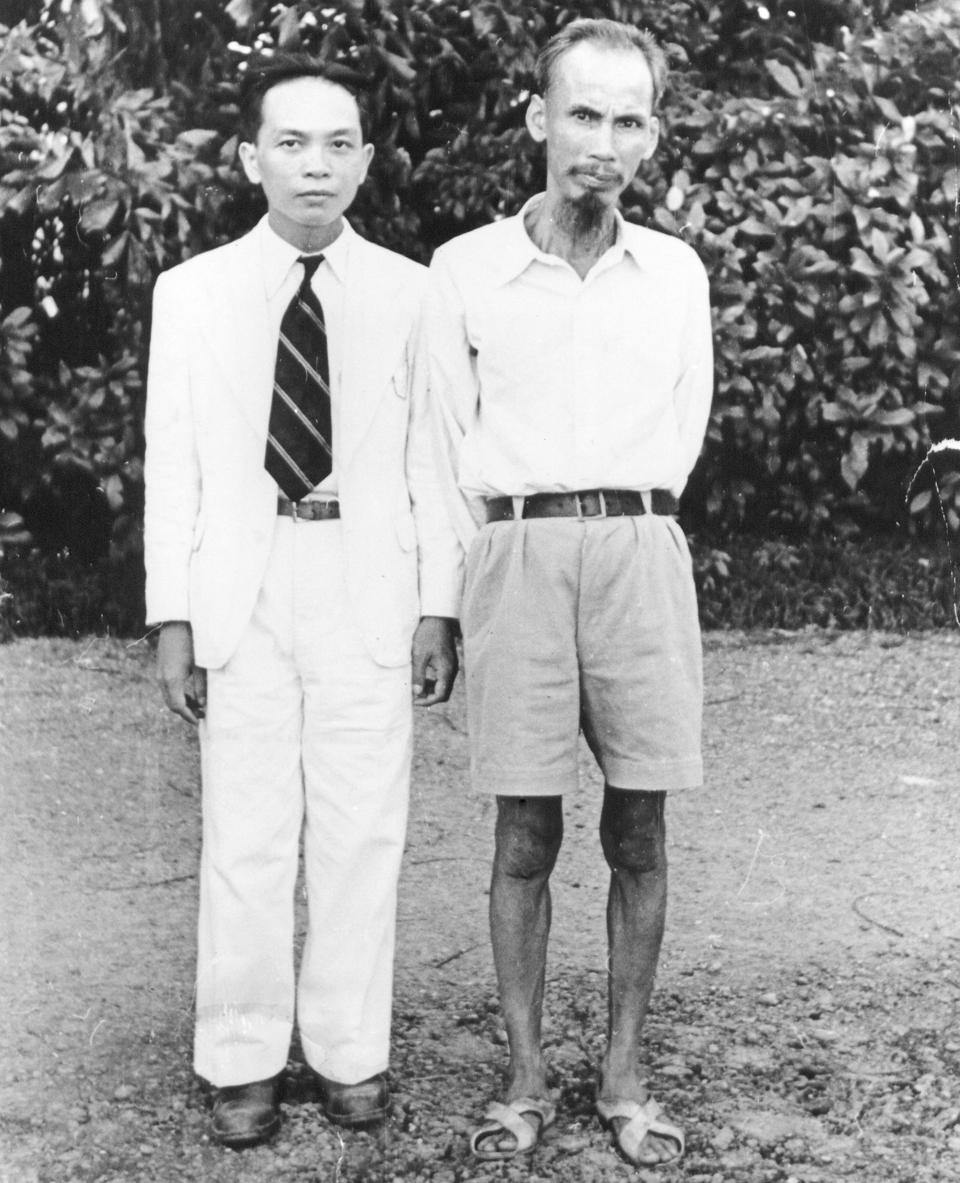
Giáp und Hồ Chí Minh (ca. 1942)

Wegen seiner Gegnerschaft zur französischen Kolonialmacht wurde er 1939 auf die Gefängnisinsel Poulo Condor verbracht und emigrierte 1940 vor den Japanern in die Republik China. Dort wurde er im Mai 1941 Mitbegründer der Liga für die Unabhängigkeit Vietnams (Việt Minh). Giaps Ehefrau, Tochter, Vater, sowie seine Stiefschwester und sein Stiefbruder wurden von den französischen Kolonialbehörden verhaftet und starben 1941 bis 1943 in Haft.
Er wurde vom Zentralkomitee der Việt Minh mit der Schaffung einer Volksarmee betraut, die offiziell am 22. Dezember 1944 begründet wurde. In China nahm er am Aufbau der Guerillastreitkräfte teil, organisierte mit Hilfe des amerikanischen OSS in Nordvietnam ein Netz von Agenten, befehligte den vietnamesischen Widerstand gegen die japanische Armee und kehrte 1944 als Kommandeur der Partisanengruppen nach Vietnam zurück. 1945 wurde Giáp Innenminister der Demokratischen Republik Vietnam. Entgegen seinen Hoffnungen zerbrach das gute Einvernehmen mit den Amerikanern nach dem Krieg, als diese die Rückkehr der französischen Kolonialmacht ermöglichten und ihre vietnamesischen Verbündeten fallenließen.
Võ Nguyên Giáp war von 1945 bis 1982 Mitglied des Zentralkomitees und des Politbüros der Partei der Werktätigen Vietnams (Đảng Lao động Việt Nam) bzw. der Kommunistischen Partei Vietnams. Von 1946 bis 1977 leitete er die Zentrale Militärkommission der Partei. Zudem war er von 1946 bis 1947 sowie erneut ab 1948 Verteidigungsminister der Demokratischen Republik Vietnam und damit Oberbefehlshaber der (Nord)-Vietnamesischen Volksarmee. Er entwickelte als Logistiker und Militärtaktiker eine mehrstufige, außerordentlich erfolgreiche Guerillataktik. Diese ließ die vietnamesischen Truppen in der Schlacht von Điện Biên Phủ am 7. Mai 1954 über die modern ausgerüstete französische Armee, einschließlich ausgewählter Einheiten der Fremdenlegion, siegen und befreite Vietnam von der französischen Kolonialherrschaft.
Nach dem Abzug der Franzosen und der Teilung Vietnams auf der Indochinakonferenz 1954 war Giáp ab 1955 Stellvertretender Ministerpräsident von Nordvietnam. Im Vietnamkrieg führte er die Nordvietnamesischen Volksarmee im Kampf gegen die USA und Südvietnam, für die Wiedervereinigung des Landes. Er war verantwortlich für die überraschende Tết-Offensive Anfang 1968, welche militärisch fehlschlug, jedoch politisch den Wendepunkt brachte.

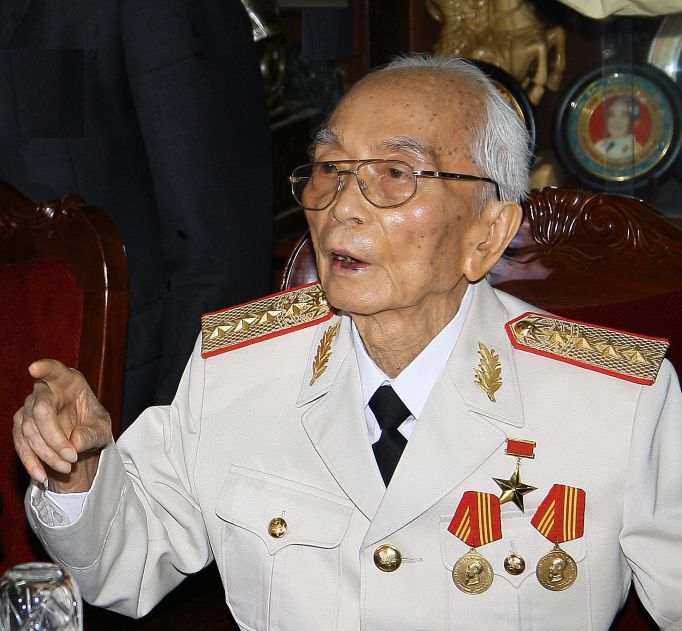
Giáp im Jahr 2008

Nach der Vereinigung von Nord- und Südvietnam 1976 übernahm Võ Nguyên Giáp das Amt des Verteidigungsministers und des stellvertretenden Ministerpräsidenten der Sozialistischen Republik Vietnam. 1980 wurde er als Verteidigungsminister durch Văn Tiến Dũng ersetzt. Ab 1982 gehörte er dem Politbüro nicht mehr an, blieb aber bis 1991 Stellvertretender Ministerpräsident und Mitglied des Zentralkomitees der Kommunistischen Partei.
Am 25. August 2011 feierte Giáp seinen 100. Geburtstag in einem Armeekrankenhaus in Hanoi. Zuletzt hatte er 2009 öffentliches Interesse erregt, als er in einem offenen Brief ein Projekt der Regierung zur Genehmigung einer chinesischen Bauxitmine in Zentralvietnam vehement kritisierte.

## Werke in deutscher Übersetzung
- Vo Nguyen Giap: Volkskrieg, Volksarmee. Trikont-Verlag, München 1968.
- Vo Nguyen Giap: Nationaler Befreiungskrieg in Vietnam. Verlag Rote Fahne, Berlin 1973.

## Medien
Nach einer mehr als zehnjährigen Vorbereitungszeit wurde das Leben Giáps zu einer Bühnenshow mit 300 Mitwirkenden verarbeitet, die in 12 Akten die Rolle Giáps in der Schlacht um Điện Biên Phủ zeigt. Das dreistündige Werk mit dem Titel General Võ Nguyên Giáp und die Điện Biên Symphony wurde vom Regisseur Nguyễn Quang Vinh aus Elementen des Theaters und des Kinos konzipiert.
Die Uraufführung fand am 28. Mai 2011 in Đồng Hới statt und wurde von Việt Nam Television VTV1 live ausgestrahlt.